# Bugatti 16C Galibier
El Bugatti 16C Galibier es un prototipo de automóvil del fabricante francés Bugatti. 
Refiriéndonos a Superberlinas, se suele hablar del Rolls Royce Phantom, o Aston Martin Rapide, con 460 CV y 470 CV respectivamente; y no se suele tener en cuenta al 16C Galibier (Bugatti consideraba cambiarle el nombre a Royale, en honor al Type 41). Y es que Aston Martin y Rolls-Royce son más conocidas. Según afirmó Bugatti, el Galibier tenía previsto lanzarse entre 2015 y 2016, aunque con un diseño y nombre distinto. Finalmente, el proyecto fue cancelado.

## Diseño
El Bugatti 16C tiene un diseño similar al del Bugatti Veyron. Sobre todo por las dos tonalidades posibles, con las que se presentó: Cromo y azul oscuro. Es caracterizado también por la rejilla delantera (al igual que el Bugatti Veyron), y los faros, que nacen del tramo azul del frontal. Otra característica, es que el capó está dividido en dos secciones que se abren oblicuamente. Al ser un coche de estilo vintage, tiene la línea central en el cristal, que también se puede ver en el BMW Gina. Al pleno estilo del Bugatti Type 57 Atlantique, tiene ocho tubos de escape. Aunque el Atlantique los tenía cuatro detrás y los demás en los laterales, el 16C Galibier los tiene todos detrás (cuatro a cada lado). Las llantas son de 9 radios (con dos radios cada nave), y de color cromado, como los laterales de la carrocería.
En 2020 se reveló que una de las razones de la cancelación del proyecto fue su estética, pues en palabras del responsable de estilo de Bugatti Achim Anscheidt:
“visto desde el lateral parecía un perro salchicha. Desde atrás, era como mirar un bombín con ruedas”.

## Interior
El 16C tiene un interior muy lujoso, y con un diseño al estilo vintage. Mezcla elementos de madera noble, con cuero beige. El reloj (de hora), es analógico y se puede extraer del salpicadero y montarlo en una correa de Bugatti. Los asientos, con memoria de posición y graduación eléctrica, son deportivos y de estilo clásico, con el símbolo Galibier en los reposa cabezas. Los tiradores de las puertas son también de cuero. El navegador es una pequeña pantalla plana, con los controles de volumen, entre otros. los relojes (velocímetro) son retroiluminados y se sitúan en el centro del salpicadero.

## Motor
Bugatti dio pocas reseñas del motor, pero sabemos que tenía previsto parecerse al del Bugatti Veyron 16.4. Éste, tenía previsto ser un motor W16 turboalimentado, y una cilindrada de la mitad, es decir, de 4000 cc. Con una potencia entre 800 y 1000 CV, La velocidad punta que preveían que alcanzase era de unos 340 km/h, y llegando a los 0-100 km/h en 4 segundos.